# Оллман-Смит, Эдвард
Эдвард Персиваль Оллман-Смит (англ. Edward Percival Allman-Smith; 3 ноября 1886, Балбригган, Ленстер — 17 ноября 1969, Ислингтон, Большой Лондон) — ирландский хоккеист на траве, нападающий. Серебряный призёр летних Олимпийских игр 1908 года.

## Биография
Эдвард Оллман-Смит родился 3 ноября 1886 года в британском городе Балбригган (сейчас в Ирландии).
Учился в школе-интернате в Довгроуве.
В Дублине играл в хоккей на траве за команду колледжа Тринити, в котором учился медицине, за Дублинский университет.
В 1908 году вошёл в состав сборной Ирландии по хоккею на траве на летних Олимпийских играх в Лондоне и завоевал серебряную медаль, которая пошла в зачёт Великобритании, в состав которой тогда входила Ирландия. Играл на позиции нападающего, провёл 2 матча, мячей не забивал.
Впоследствии выступал за дублинский «Три Рок Роверз», сыграл 4 матча за сборную Ирландии.
В 1912—1949 годах служил в медицинском корпусе британской Королевской армии. Участвовал в Первой и Второй мировых войнах. В 1941—1942 годах был заместителем начальника медицинской службы Британской Палестины и Трансиордании.
Умер 17 ноября 1969 года в районе Ислингтон британского города Лондон.